# Sioni-Kirche (Ateni)

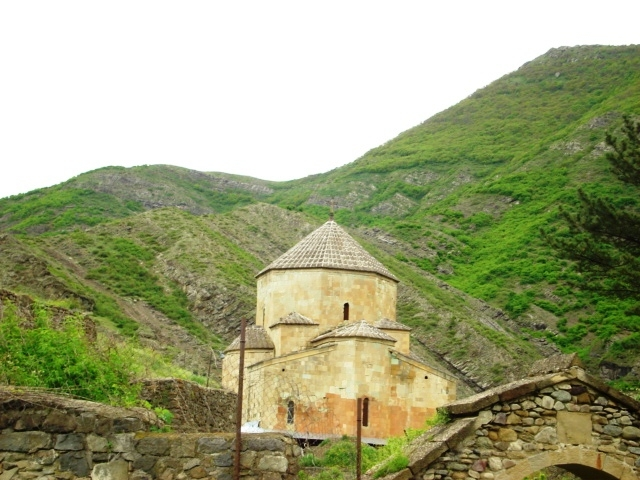
Atenier Sioni-Kirche

Die Atenier Sioni-Kirche (georgisch ატენის სიონი Atenis Sioni) ist eine georgisch-orthodoxe Kirche in der georgischen Region Innerkartlien, in der Munizipalität Gori, rund zehn Kilometer südlich von der Stadt Gori, in der Nähe des Dorfes Ateni. Die Kirche liegt im Tal des Flusses Tana (georgisch ტანა), das nicht nur durch seine historischen Monumente, sondern auch durch Landschaften und Wein bekannt ist. Der Name „Sioni“ bezieht sich auf den Berg Zion in Jerusalem. Die Sioni-Kirche stammt aus dem 7. Jahrhundert.
Sioni ist eine Kreuzkuppelkirche (24 × 19,22 m). Sie ist aus rechteckig behauenem grünlichgrauem Stein gebaut. Vorbild für die Atenier Sioni-Kirche war das frühere Dschwari-Kloster in Mzcheta.
Die Wände der Kirche enthalten die ersten Inschriften mit Nuschuri oder Nuscha-Chuzuri, einer frühen Version des georgischen Alphabets aus dem Jahr 835. Erste Beispiele von Mchedruli, der heutigen georgischen Schrift, finden sich ebenfalls in der Atenier Sioni-Kirche; sie stammen aus den 980er Jahren. Eine der Inschriften an der Kirche erinnert an Adarnasse, den ersten dokumentierten georgischen Bagratid, Vater von Aschot I., dem Gründer der neuen königlichen Dynastie von Georgien.
In der Nähe der Kirche befinden sich die Ruinen der mittelalterlichen Festungsstadt Ateni (heutige Dörfer Didi Ateni und Patara Ateni).